# Les Petits Flocons
Pour plus de détails, voir Fiche technique et Distribution.
Les Petits Flocons est une comédie française réalisée par Joséphine de Meaux et sortie en 2019.

## Synopsis
Depuis qu'elle est enfant, Wanda a toujours adoré aller au ski. Mais cette année, sa jambe gauche est déformée par une phlébite. Pas de veine pour une mannequin jambes ! Alors que son mari et ses deux enfants s'adonnent aux joies de la glisse, Wanda s'occupe tant bien que mal de son invité, Sami, le taulard fraîchement libéré qu’elle visitait en prison. Réalisant que sa fille de onze ans est tombée amoureuse de son moniteur de ski, Wanda va avoir une soudaine révélation.

## Fiche technique
- Titre : Les Petits Flocons
- Réalisation : Joséphine de Meaux
- Scénario : Joséphine de Meaux, Jeanne Herry et Benjamin Charbit
- Photographie : Julien Roux
- Montage : Michel Klochendler
- Musique : Florent Athenosy
- Son : Julien Sicart
- Décors : Chloé Cambournac
- Producteurs : Stéphanie Bermann et Alexis Dulguerian
  - Coproducteurs : Cédric Iland, Nadia Khamlichi et Adrian Politowski
- Production : Domino Films et UMedia
  - Coproduction : Partizan et Nexus Factory
  - SOFICA : Cinéventure 3, LBPI 11
- Distribution : Bac Films
- Pays d'origine :  France
- Genre : Comédie
- Durée : 85 minutes
- Dates de sortie :
  -  France : 23 janvier 2019

## Distribution
- Joséphine de Meaux : Wanda
- Grégoire Ludig : Thomas
- Gustave Kervern : Sami
- Thomas Scimeca : Thierry
- Adèle Gillain : Céleste
- Alix Gavoille : Adam
- Marie-Eve Musy : Sandy
- Déborah Grall : Sarah
- Thierry Lhermitte : Charles
- Jean-Luc Vincent : Le Directeur de l'ESF